# Manaquí estriat oriental
El manaquí estriat oriental (Machaeropterus regulus) és un ocell de la família dels píprids (Pipridae).

## Hàbitat i distribució
Habita la selva pluvial a les terres baixes del sud-est del Brasil.

## Taxonomia
Antany es considerava que Machaeropterus striolatus era un grup subespecífic de Machaeropterus regulus. Actualment es consideren espècies diferents arran treballs com ara Snow 2004